# André Filipe Aguiar Dias
André Filipe Aguiar Dias (sinh ngày 18 tháng 4 năm 1992 ở Torre de Moncorvo, Bragança) là một cầu thủ bóng đá người Bồ Đào Nha thi đấu cho S.C. Olhanense ở vị trí hậu vệ trái.